# Denislavié
Denislavié (en russe : Денисла́вье) est un hameau russe situé dans le raïon de Plessetsk dans l'ouest de l'oblast d'Arkhangelsk. Il fait partie du Nord russe, et sa population s'élevait à 54 habitants en 2012.   

## Géographie
Denislavié est située dans l'ouest de l'oblast d'Arkhangelsk, un sujet de Russie européenne qui fait partie du district fédéral du Nord-Ouest. La localité se trouve dans le centre du raïon de Plessetsk, un des raïons de l'oblast. Le hameau se trouve à environ 17 kilomètres au sud-ouest du centre administratif du raïon, la commune urbaine de Plessetsk. Le hameau se situe sur la rive occidentale du petit lac Oksovskoïe.
De 2004 jusqu'à la suppression des municipalités du raïon en 2021, le hameau faisait partie de la municipalité d'Oksovski,.
Denislavié, comme tout l'oblast d'Arkhangelsk, est située dans le fuseau horaire MSK (heure de Moscou). Le décalage horaire appliqué par rapport au temps universel coordonné est +03:00.

## Démographie
Recensements (*) ou estimations de la population,,:
En 2002, la population était à 100 % composée de Russes.
|       | \| 2002* \| 2010* \| 2012 \| - \| \| ----- \| ----- \| ---- \| - \| \| 54 \| 38 \| 54 \| - \| |      |   |
| 2002* | 2010*                                                                                         | 2012 | - |
| 54    | 38                                                                                            | 54   | - |

## Culture locale et patrimoine
Sur le territoire du hameau se trouve:
- Église Alexandre Nevski (église Pierre-et-Paul) du début du XXe siècle qui est presque détruite, et qui est un objet patrimonial culturel de Russie d'importance régionale ;
- Fosse commune des soldats tombés au combat lors de la libération du Nord soviétique en 1919 (monument historique) ;
- Porche de la maison de Kemova (fin du XIXe siècle).

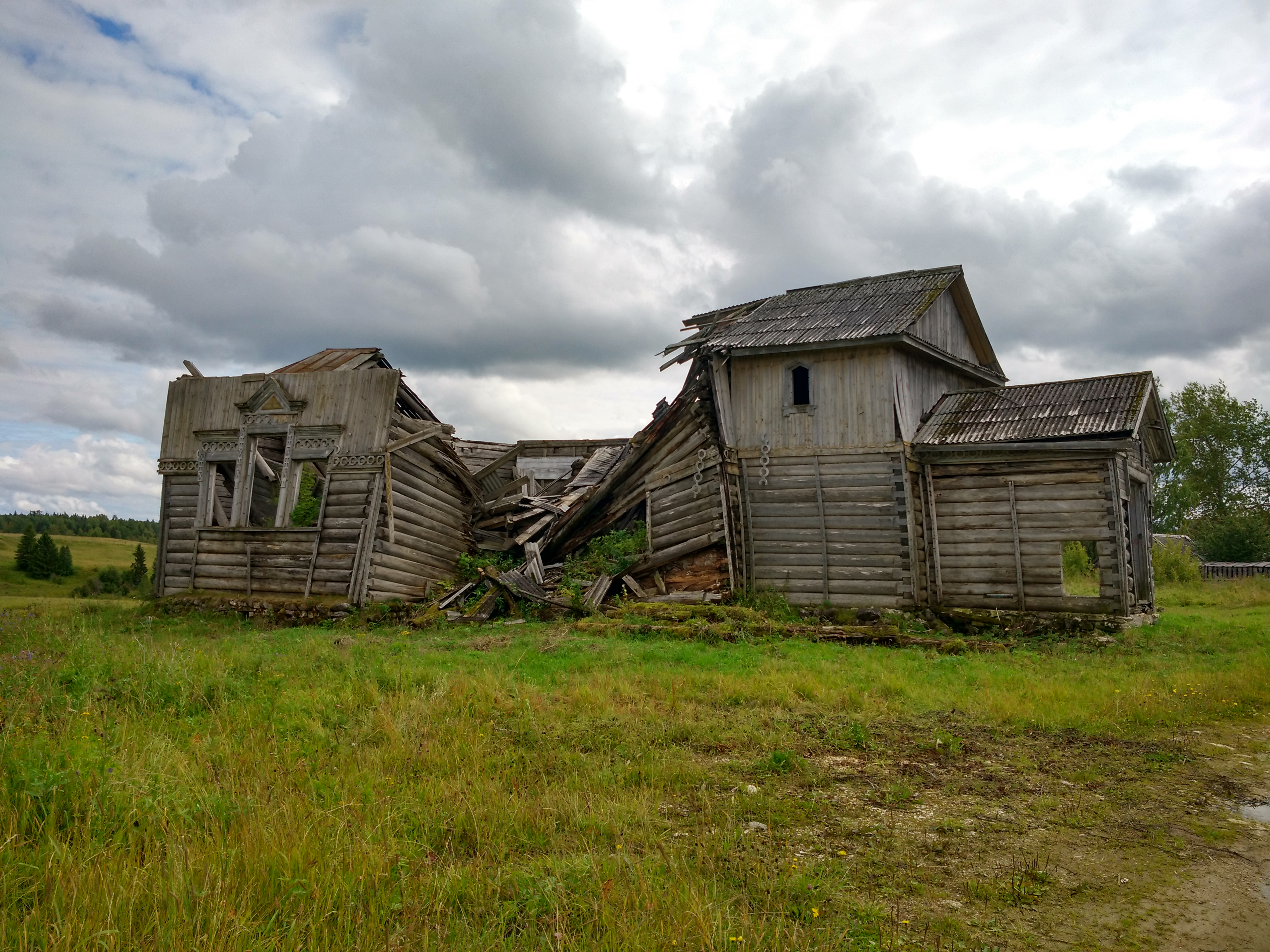
L'église Pierre-et-Paul en 2019.
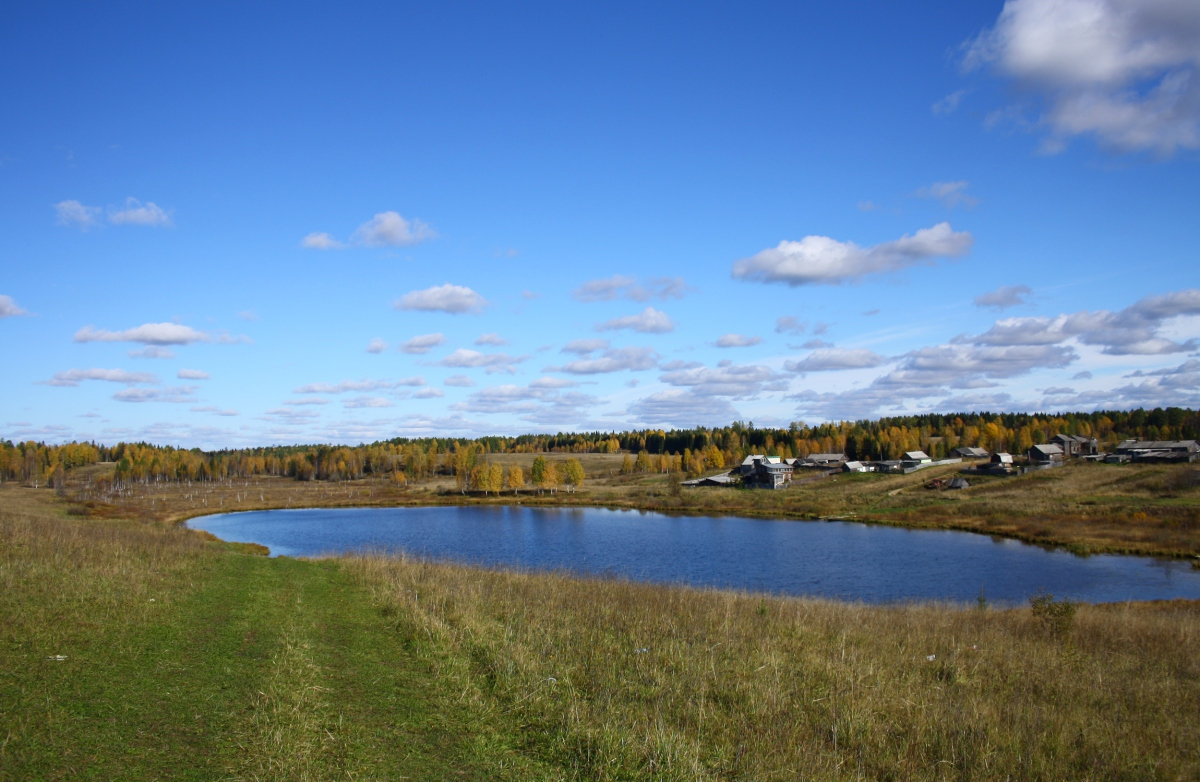
Vue du hameau et de son lac.
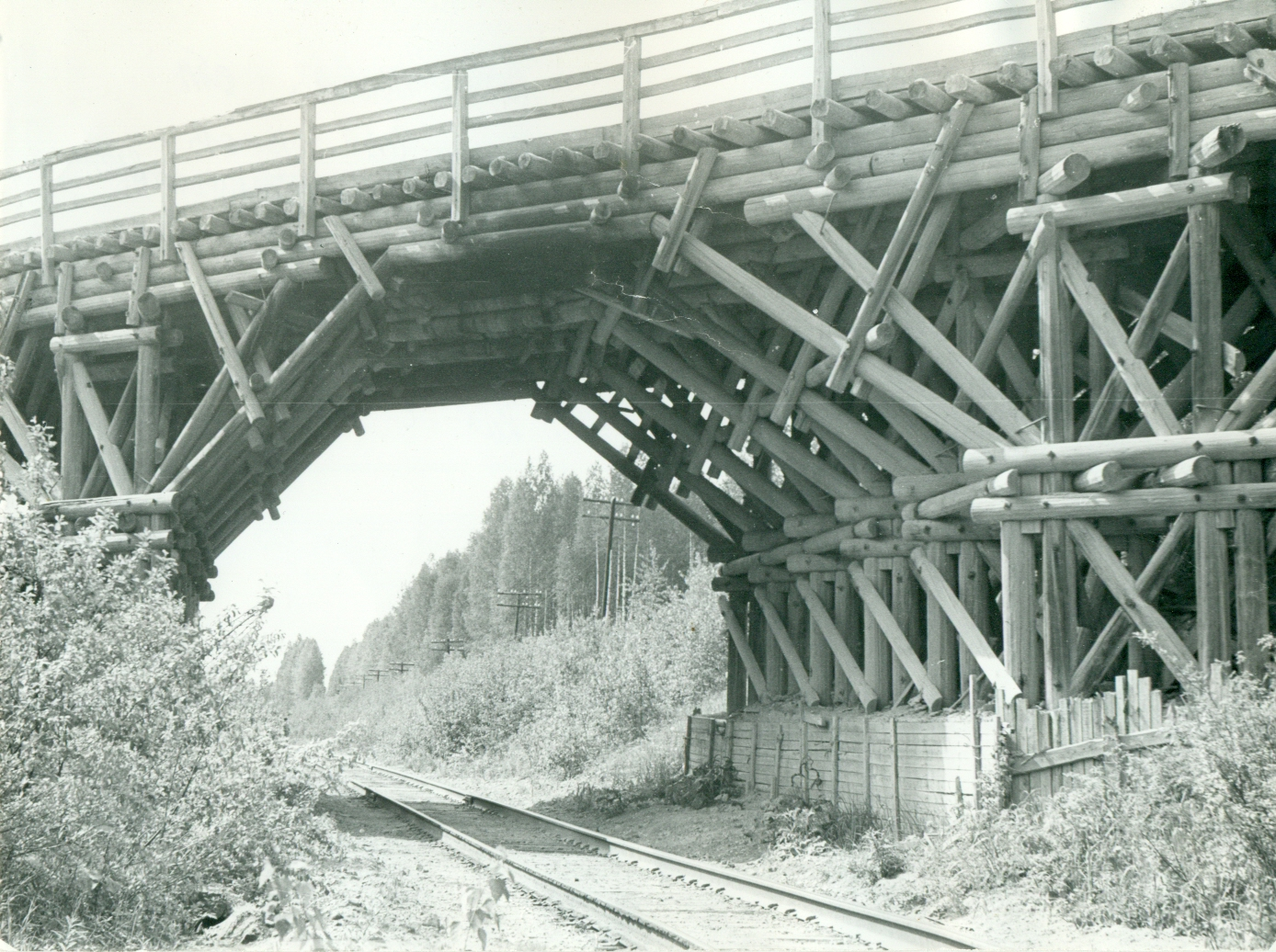
Photo ancienne du pont en bois, aujourd'hui détruit.